# Estação de Lançamento de Foguetes Equatorial de Tumba

Localização.

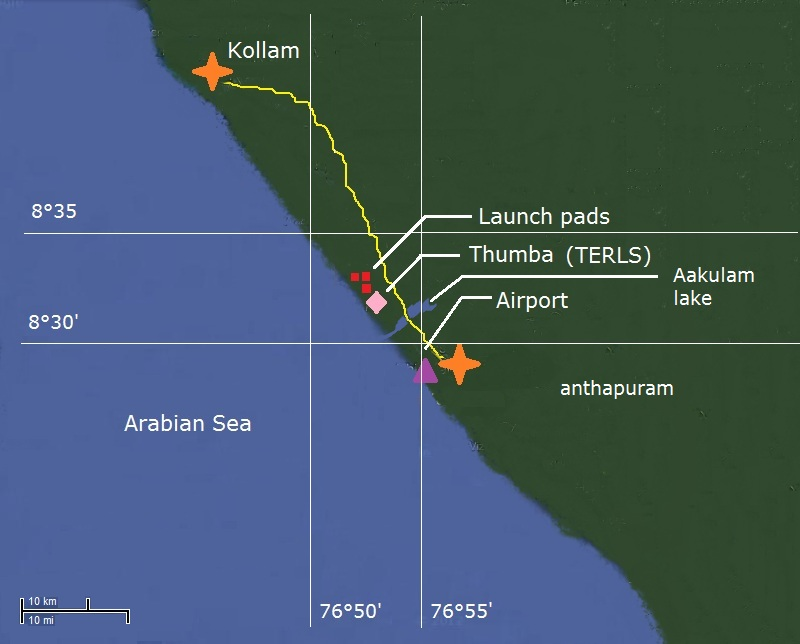
Mapa detalhado.

A Thumba Equatorial Rocket Launching Station ("Estação de Lançamento de Foguetes Equatorial de Tumba"; sigla em inglês: TERLS), é um centro de lançamento de foguetes administrado pela Organização Indiana de Pesquisa Espacial.
Essa estação, está localizada em Tiruvanantapura, Tiruvanantapura, no "cone Sul" da Índia, muito próximo do Equador magnético da Terra. Ocupando uma área de 2.200 km2, atualmente, é usada pela ISRO para o lançamento de foguetes de sondagem.
O primeiro lançamento a partir desta estação, ocorreu em 21 de novembro de 1963. Um foguete Nike Apache, de origem americana, conduziu uma carga útil de 20 kg a uma altitude de 200 km. Ele foi seguido por foguetes Centaure, de origem francesa, para estudos atmosféricos.

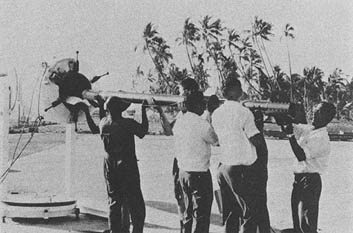
Um foguete Arcas sendo carregado no tubo de lançamento numa das praias de Tumba. Os primórdios da TERLS em 1968

Tumba, é um dos locais na Índia mais próximos da linha do equador, tornando-a ideal para o lançamento de experimentos científicos armosféricos. De fato a localização (8°32'34" N and 76°51'32" E), atende muito bem a lançamentos para estudos ionosféricos entre a Estratosfera e a Termosfera. Tumba é na sua origem, uma pequena vila de pescadores próxima ao aeroporto de Thiruvananthapuram em Kerala.
Depois da morte do Dr. Vikram Sarabhai em 30 dezembro de 1971, o conjunto de instalações de pesquisa e lançamento existentes em Thiruvananthapuram, foi rebatizado como: Vikram SaraBhai Space Centre. Daí por diante, o VSSC, vem se tornando um centro de excelencia na tecnologia de veículos de lançamento.